# Kilquade
Kilquade är en ort i republiken Irland. Den ligger i den östra delen av landet, 28 km söder om huvudstaden Dublin. Kilquade ligger 57 meter över havet och antalet invånare är 14 886.
Terrängen runt Kilquade är platt åt sydost, men åt nordväst är den kuperad. Havet är nära Kilquade österut.Runt Kilquade är det ganska tätbefolkat, med 75 invånare per kvadratkilometer. Kilquade är det största samhället i trakten. Trakten runt Kilquade består i huvudsak av gräsmarker.